# NIFC-CA
海軍統合火器管制-対空（英語: Naval Integrated Fire Control-Counter Air, NIFC-CA; ニフカ）は、アメリカ海軍の防空戦コンセプト。対空センサ・防空火力を柔軟に統合運用することで防空戦を効率化し、また水平線の向こうにある目標をリモート交戦（EOR）によって撃破することを可能にするものである。

## キルチェーン
NIFC-CAでは、キルチェーンと呼ばれる統合システム (SoS) が形成される。SoSは、複数のシステム同士を完全に統合化したサブシステムとして連携させることで、より高位のシステムへと統合・構築する手法である。アメリカ軍では、これによって「インテリジェンス/ISR」「先進的C4I」「精密兵力/PGM」という3つの技術的応用を統合して相乗効果発揮（Synergy）の力を生み出すことを狙っており、1995年にウィリアム・オーエンス統合参謀本部副議長が発表した論文では、SoSコンセプトのもと、情報技術を中軸として米四軍を真に統合化することが提唱された。支配的な戦闘空間の「知識」と適応性のある「火力」を確保・共有でき、全米軍を通じて、戦闘空間に対して迅速・正確・精密かつ圧倒的な対応能力を発揮することが可能となると評されている。
キルチェーンは、目標の探知を行うリモートセンサー、武器管制を行うウェポンコントロールシステム、両者を連接するセンサーネットワーク、そして投射体としてのミサイルといったサブシステムから構成されるSoSであり、艦対空版であるNIFC-CA FTS（From the Sea）、空対空版であるNIFC-CA FTA（From the Air）、地対空版であるNIFC-CA FTL（From the Land）の3種類がある。これらの3つのキルチェーンの全てに関与し、中核的なサブシステムとなるのがE-2D アドバンスドホークアイである。またセンサーネットワークとしては、さしあたり戦術データ・リンク（リンク 11/16/22）および共同交戦能力（CEC）のリンクが用いられる。
| キルチェーン | リモートセンサー               | センサーネットワーク | 武器管制システム         | ミサイル |
| ------------ | ------------------------------ | -------------------- | ------------------------ | -------- |
| FTA          | E-2D, F/A-18E/F                | リンク 16            | F/A-18E/F                | AMRAAM   |
| FTS          | E-2D, JLENS                    | CEC                  | イージスシステム (ACB12) | SM-6     |
| FTL          | E-2D, JLENS, AN/TPS-59, G/ATOR | CTN                  | CAC2S                    | TBD      |

### NIFC-CA FTS
リモートセンサーとしてE-2DやJLENSを用い、イージス艦からSM-6艦対空ミサイルを発射して目標を撃破するものである。イージスシステムはベースライン9（CR3/ACB12）からNIFC-CAに対応している。またSM-6はアクティブ・レーダー・ホーミング（ARH）誘導に対応することで、母艦のイルミネータに束縛されず、水平線超え（OTH）での射撃が可能となっている。

### NIFC-CA FTA
空母航空団や海兵隊航空団が運用するシステムであり、リモートセンサーとしてE-2DやF/A-18E/Fを用い、F/A-18E/FがAIM-120空対空ミサイルを発射して目標を撃破するものである。

### NIFC-CA FTL
アメリカ海兵隊の地上部隊が中心となるシステムであり、詳細は未定の部分が多いが、E-2DやJLENSのほかに高射部隊のAN/TPS-59・80 3次元レーダーがセンサーとして用いられ、CECの一環である海兵隊の複合追跡ネットワーク（CTN）を介して共用航空指揮管制システム（CAC2S）へデータを送信して火器管制を行うとされている。

### センサーネットワーク
2015年現在では、武器管制に必要な大量のデータをリアルタイムで送受信するにはCECのリンクを用いるしかないが、これは周波数の関係から見通し線（LOS）内での通信能力しか有さない。一方、戦術データ・リンク（リンク 11/16/22）はより広域での運用が可能であるが、武器管制精度の情報共有には帯域が不足である。このことから、既存のリンク 16用端末である多機能情報伝達システム（MIDS）を元にして大容量通信を可能とする発展型としてMIDS-JTRS CMN-4やMIDS-LVT BU2の開発が進められているほか、新世代の大容量リンクとして戦術測的ネットワーク技術（TTNT）も開発されている。